# Charlie Avalon
Charlie Avalon is een Nederlands dj-duo, bestaande uit Charlotte Rombach en Avalon Peters. Het duo ontstond in Amsterdam en ontleent de naam aan een combinatie van hun voor- en bijnamen.

## Muzikale stijl
Charlie Avalon brengt dj-sets met elementen uit indie-sleaze, bloghouse, pop, electroclash en alternatieve dansmuziek. Het duo haalt zowel inspiratie uit oud als nieuw werk en noemt in muziekpodcast St. Paul's Boutique van DJ St Paul onder andere de muziek van Soulwax, Kraftwerk en Charli XCX als grote inspiratiebron. 3voor12 omschrijft hun stijl meer als “meer een gevoel dan een genre”, met rauwe, energieke dansmuziek en invloeden van onder meer Yeah Yeah Yeahs en LCD Soundsystem.

## Leden
- Charlotte Rombach – afkomstig uit Amsterdam, actief als dj, organisator en componist.[3]

- Avalon Peters – afkomstig uit Uden, woonachtig in Utrecht. Actief als dj, organisator en componist.[4][5]

## Achtergrond
Avalon Peters is afkomstig uit Uden en deed ervaring op bij poppodium De Pul; in 2015 studeerde zij Media en Entertainment Management in Utrecht.
Charlotte Rombach presenteerde als radio-dj in 2021 het wekelijkse radioprogramma Paradiso Radio, een samenwerking tussen poppodium Paradiso en radiostation KINK, met de focus op nieuwe alternatieve muziek.

## Invloed op clubcultuur
Door diverse Nederlandse muziekmedia, waaronder 3FM radio-dj Vera Siemons en muziekplatform 3voor12 wordt het duo genoemd als een van de acts die indie-sleaze sinds 2025 opnieuw onder de aandacht brengt in het clubcircuit, mede via clubnachten en festivaloptredens.

## Optredens en line-ups
Optredens vonden plaats bij onder meer Lowlands en Best Kept Secret, naast clubpodia als Paradiso en TivoliVredenburg.

## Discografie
- IN IT TO BIN IT (met The Audacity).[10][11][12]